# アピオ (前菜)
アピオ、あるいはアピウとは、バルカンユダヤ人の間で食される前菜。主な材料はセルリアックとニンジンである。冷たい状態で出される。3日間休日の食事の前に提供されるのが通例である。

## 語源
アピオという言葉は、スペイン語でセロリを意味するapium（アピウム）という言葉に由来しているとされる。

## 歴史
19世紀のオスマン帝国終焉の煽りを受けて、バルカン半島に居住するユダヤ人(バルカンユダヤ人)全般、とりわけブルガリア及びマケドニア地域の経済状況が大幅に悪化した。バルカンユダヤ人は貧困の中で暮らし、ヨーロッパの多くのユダヤ人コミュニティで起こったように、バルカンユダヤ人も例に漏れず最も安価で人気のある食品を購入したため、セロリの根とニンジンが主な食材となった。何世代にもわたってラディーノ語を受け継いできたバルカンユダヤ人は、その主成分にちなんで彼らの食する前菜をアピオと呼称した。

## 準備
アピオは、セロリの根とニンジンの薄切りを、料理の目的に適したさまざまな香辛料、通常はハーブとレモン果汁または酢で調理することによって調製される。